# Declan Galbraith
Declan John Galbraith (Hoo Saint Werburgh, 19 dicembre 1991) è un cantante britannico di origine scozzese e irlandese.
È conosciuto per il controllo e la gamma della sua voce, così come per la capacità interpretativa e la facilità di adattamento a molteplici generi di musica.
La sua canzone più conosciuta è Tell Me Why (2002).

## Discografia

### Album
- Declan (2002)
- Thank You (2006)
- You and Me (2007)

### Singoli
- Tell Me Why (2002)
- Love of My Life (2007)
- Ego You (2007)

### Cover
- Tears in Heaven (2006)
- Love of My Life (2007)